# Worms: The Director's Cut
Worms: The Director's Cut è un videogioco strategico a turni sviluppato dal Team17 per sistemi Amiga nel 1997. Il videogioco è il seguito del capostipite Worms, gli altri titoli erano stati sviluppati unicamente per sistemi MS-DOS. Questo fu l'ultimo titolo sviluppato dal Team17 per Amiga. Il videogioco vendette solo 5 000 copie e quindi la società decise di abbandonare il mercato Amiga, oramai stagnate.
Il gameplay del gioco rimane immutato, il giocatore deve gestire quattro worm e il suo obiettivo è eliminare la squadra avversaria utilizzando le armi messe a disposizione dei worm.
L'armamento venne espanso con l'aggiunta di armi molto particolari come Kenny-on-a-Rope, l'asino cemento, il Vaso Ming, la donna vecchia e la Santa granata d'Antiochia. La granata sacra d'Antiochia è una citazione del film Monty Python e il Sacro Graal.